# Sobre la fotografía
Sobre la fotografía es un libro de Susan Sontag publicado en 1977 recopilando de forma ligeramente distinta una serie de ensayos aparecidos en la revista New York Review of Books entre 1973 y 1977. La primera edición en español fue publicada por Editorial Sudamericana de Buenos Aires en 1980 en traducción de Carlos Gardini. Dicha traducción fue reeditada por Edhasa (Barcelona, 1981 y posteriores ediciones) y ha sido revisada en 2005 por Aurelio Major para la editorial Alfaguara (Madrid, 2005).

## Sinopsis
En Sobre la fotografía, Susan Sontag plantea una serie de reflexiones en torno a tal actividad. Son seis ensayos que se alejan de ciertos formalismos, para ejemplificar de manera clara y contundente la carga social e ideológica que trae consigo la fotografía. 
Es un recorrido que explora los agentes (Arbus, Cartier-Bresson, Evans, Avedon, Warhol, etc.), los contextos (guerras, graduaciones, calles, burdeles, fábricas, campo, paisajes, etc.), las intenciones (exponer la monstruosidad, capturar la cotidianidad, detener el tiempo, representar limitaciones personales, etc.) y los resultados (nostalgia, recopilaciones, choques, etc.) que trae consigo dicha actividad. Sontag no recrea verdades absolutas, intenta reconstruir contextos a partir de varios puntos que le permiten al lector sacar sus propias conclusiones sobre el significado de la fotografía.